# Aqua (musikgrupp)
Aqua är en dansk-norsk så kallad tuggummipop-grupp. Gruppen bildades 1994 under namnet Joyspeed, med inriktningarna bubblegumdance, eurodance och discomusik. 1997 lanserade gruppen namnet Aqua.

## Biografi
I Sverige uppmärksammades Aqua när singeln "Roses are Red" spelades på Sommartoppen. Det stora genombrottet kom med eurodance-discolåten "Barbie Girl" 1997 som fick stor uppmärksamhet när leksaksföretaget Mattel anmälde gruppen för upphovsrättsintrång på deras varumärke för Barbie. Domstolen beslutade 2004 att låten är en parodi och att det är lagligt att göra parodier. Singeln följdes upp med "Doctor Jones". I Eurovision Song Contest 2001 var de pausnummer. Gruppens två album sålde sammanlagt i 19 miljoner exemplar innan gruppen upplöstes 2001.
Turn Back Time kallas en dansk dokumentärfilm om gruppen som gjordes 2005, där bandet svarade på frågor från fans som en dator slumpmässigt valde ut. De gjorde comeback 2009 då ett samlingsalbum med tre nya låtar släpptes. 2011 släpptes deras tredje album.

## Medlemmar
- Lene Grawford Nystrøm – kvinnlig röst
- René Dif – manlig röst
- Claus Norreen – gitarr
- Søren Rasted – klaviatur

## Diskografi

### Studioalbum
- 1997 – Aquarium
- 2000 – Aquarius
- 2011 – Megalomania

### Samlingsalbum/Remix-album
- 1998 – Bubble Mix
- 1998 – Mania Remix
- 2002 – Remix SuperBest (bara i Japan)
- 2002 – Cartoon Heroes: The Best of Aqua (bara i Japan)
- 2009 – Greatest Hits (inkluderar 3st nya låtar)
- 2011 – Megalomania (endast utgivet i Danmark)

### Singlar
- 1996 – "Roses are Red" från Aquarium
- 1997 – "My Oh My" från Aquarium
- 1997 – "Barbie Girl" från Aquarium
- 1997 – "Didn't I" från Mania Remix
- 1997 – "Doctor Jones" från Aquarium
- 1997 – "Lollipop (Candyman)" från Aquarium
- 1998 – "Turn Back Time" från Aquarium
- 1998 – "Good Morning Sunshine" från Aquarium
- 2000 – "Cartoon Heroes" från Aquarius
- 2000 – "Around the World" från Aquarius
- 2000 – "Bumble Bees" från Aquarius
- 2000 – "We Belong to the Sea" från Aquarius
- 2009 – "Back to the 80's" från Greatest Hits
- 2009 – "My Mamma Said" från Greatest Hits
- 2009 – "Spin Me a Christmas" från Greatest Hits
- 2011 – "How R U Doing?" från Megalomania
- 2011 – "Like A Robot" från Megalomania
- 2018 – "Rookie"

## VHS-DVD
- Around the world (1997) - VHS - dokumentär om deras första världsturne
- The Aqua Diary (1998) - Bara på VHS - dokumentär om gruppens historia fram till december 1998
- Aqua Videos (1998) - alla musikvideor
- Aqua Video Collection (2002) - DVD - alla musikvideor förutom "We Belong to the Sea" (bara i Japan)
- Turn Back Time (2005) - DVD - dokumentär